# Parlamentarium

Eingangsbereich Parlamentarium in Brüssel

Das Parlamentarium ist das Besucherzentrum des Europäischen Parlaments in Brüssel (im Espace Léopold). Dieses wurde am 14. Oktober 2011 vom damaligen Präsidenten des Europäischen Parlaments, Jerzy Buzek nach vier Jahren Planungs- und Bauzeit eröffnet.
Es handelt sich dabei um das größte Besucherzentrum eines Parlaments in Europa. Es ist auch die erste Ausstellung in Europa (auf rund 2900 m2), die vollständig in den 24 Amtssprachen der Europäischen Union gestaltet ist (mittels Multimedia-Guide).
Die Ausstellung ist als multimediale Installation mit interaktiven Elementen ausgestaltet, bei der z. B. Wissenswertes über die Europäische Union, das Europäische Parlament und jeden einzelnen Abgeordneten vermittelt wird.
Zentrum der Besucherausstellung ist der Raum „United in Diversity“ mit einer 3-D LED-Installation an der Decke mit mehr als 13.000 LED-Punkten. Daneben wird in der Dauerausstellung ein 360°-Panoramafilm zum Geschehen im Europäischen Parlament gezeigt, eine virtuelle Reise durch Europa ermöglicht und in einem Tunnel der Stimmen auf die Mehrsprachigkeit als besonderes kulturelles Erbe Europas hingewiesen.
Das Besucherzentrum ist bei freiem Eintritt täglich geöffnet und barrierefrei ausgestaltet. Im Jahr 2011 besuchten etwa 250.000 Besucher das Parlamentarium.
Verantwortlich für die Gesamtkonzeption war das deutsche Atelier Brückner.

## Galerie

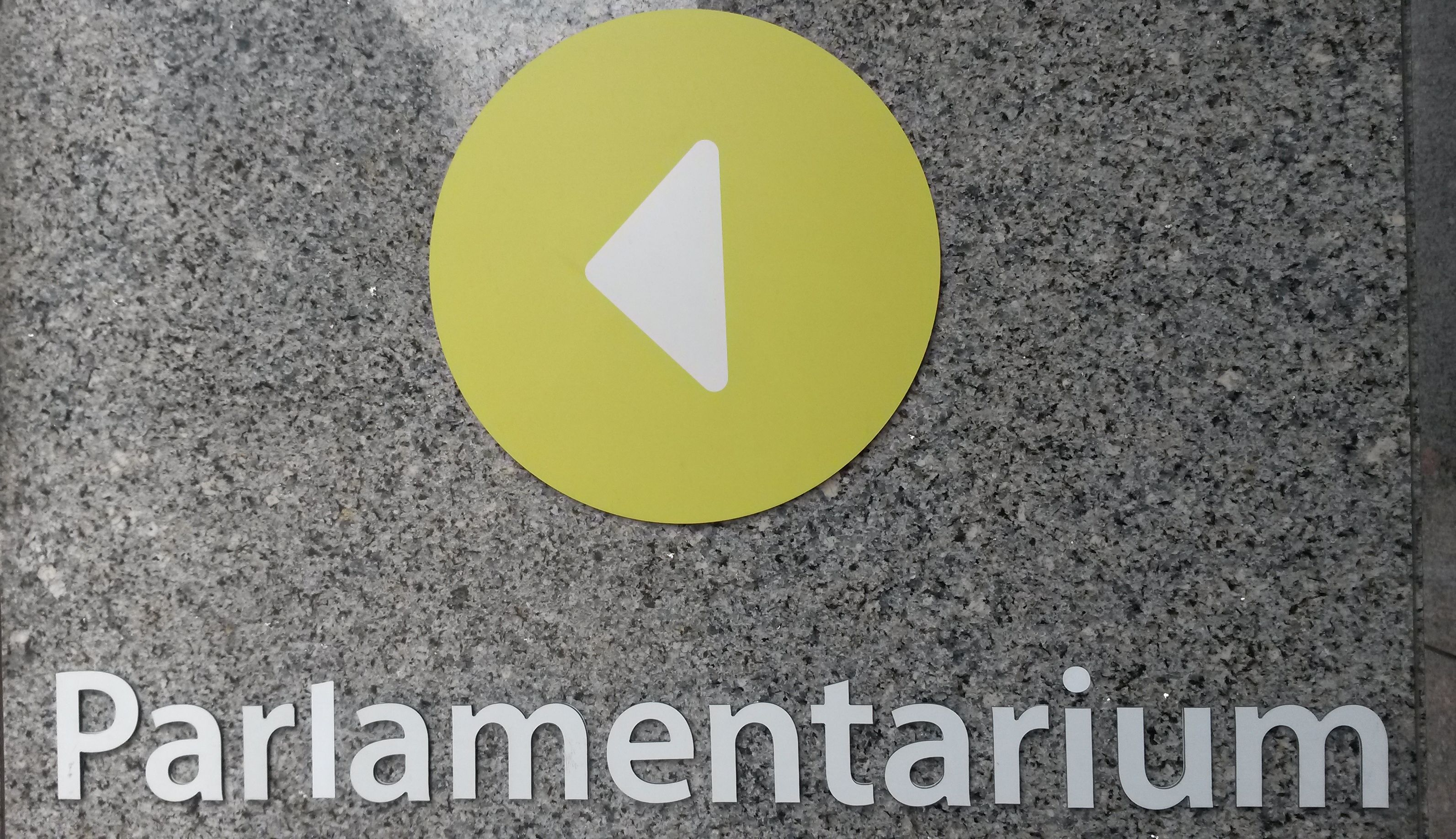
Hinweisschild Parlamentarium in Brüssel
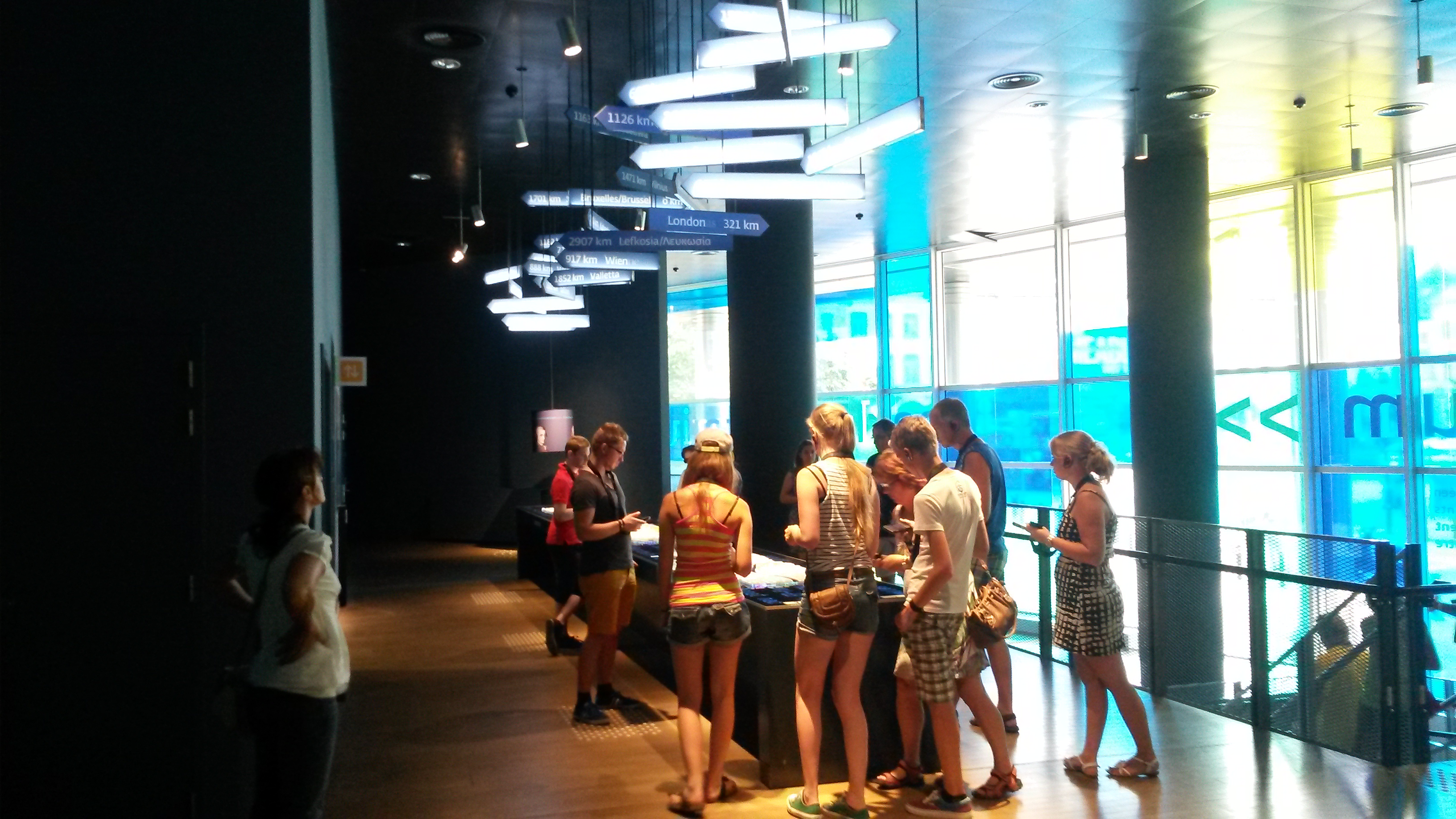
Impression aus dem Parlamentarium
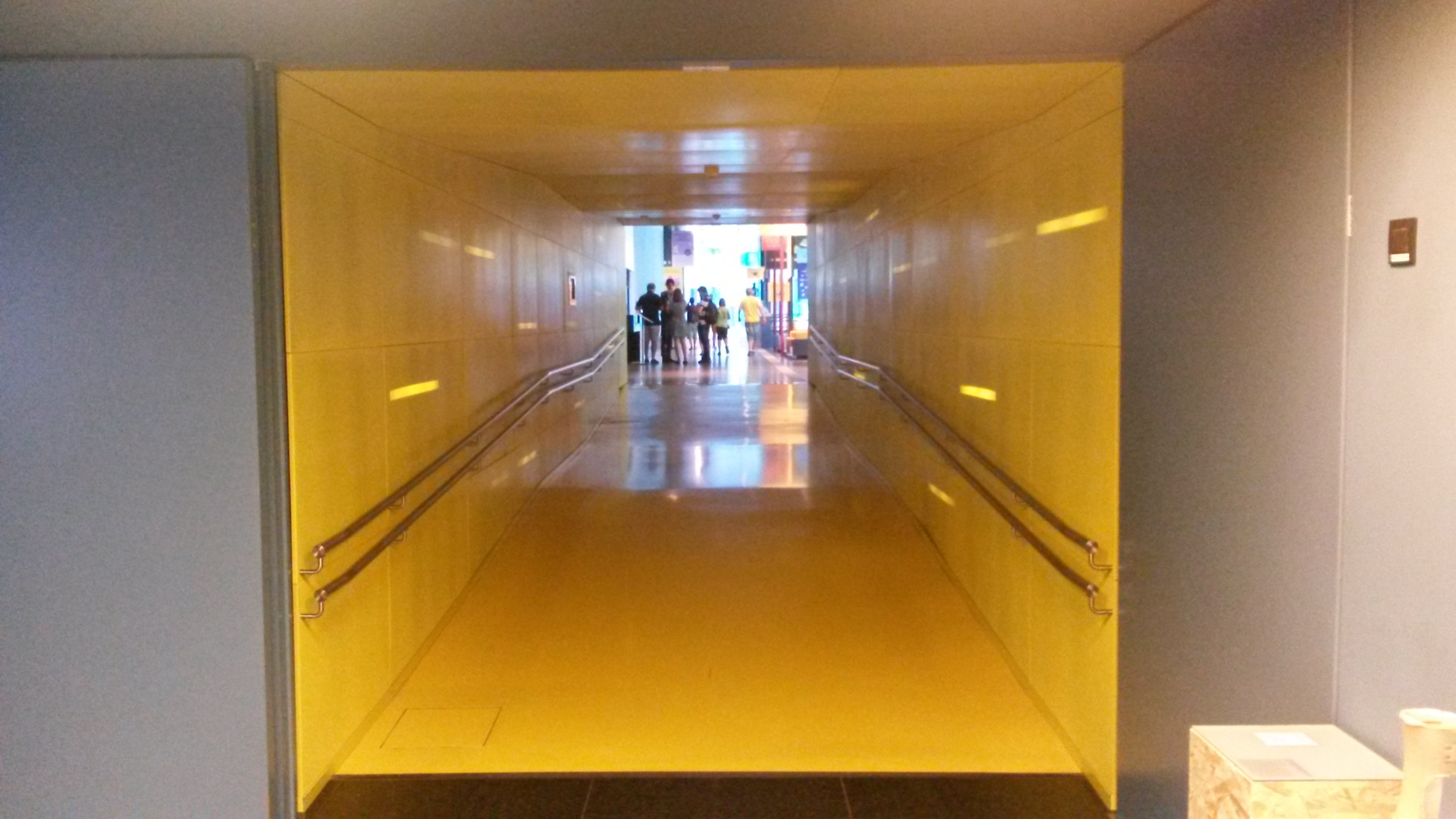
Tunnel der Stimmen im Parlamentarium
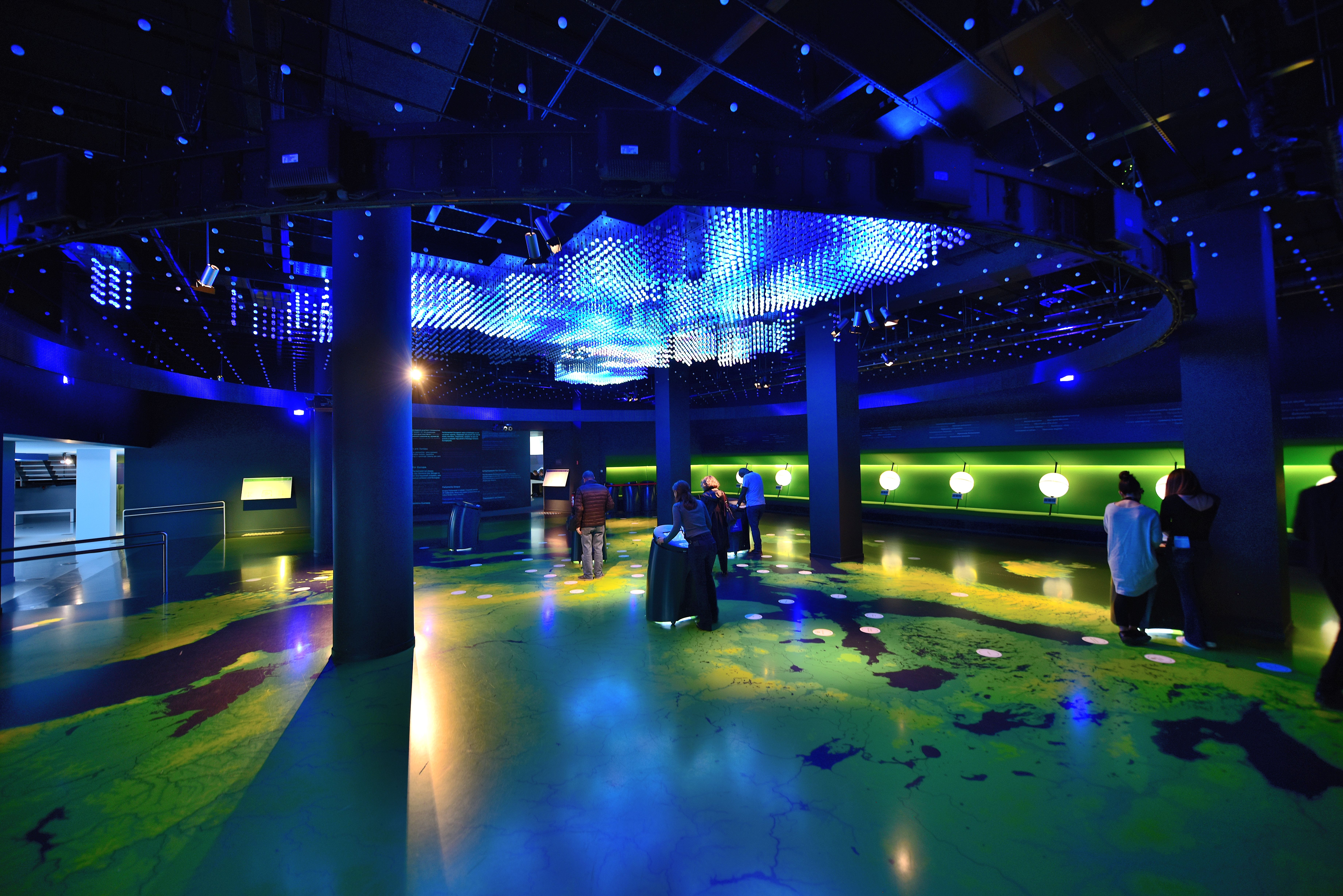
Ländersuche und Länderinformation im Parlamentarium
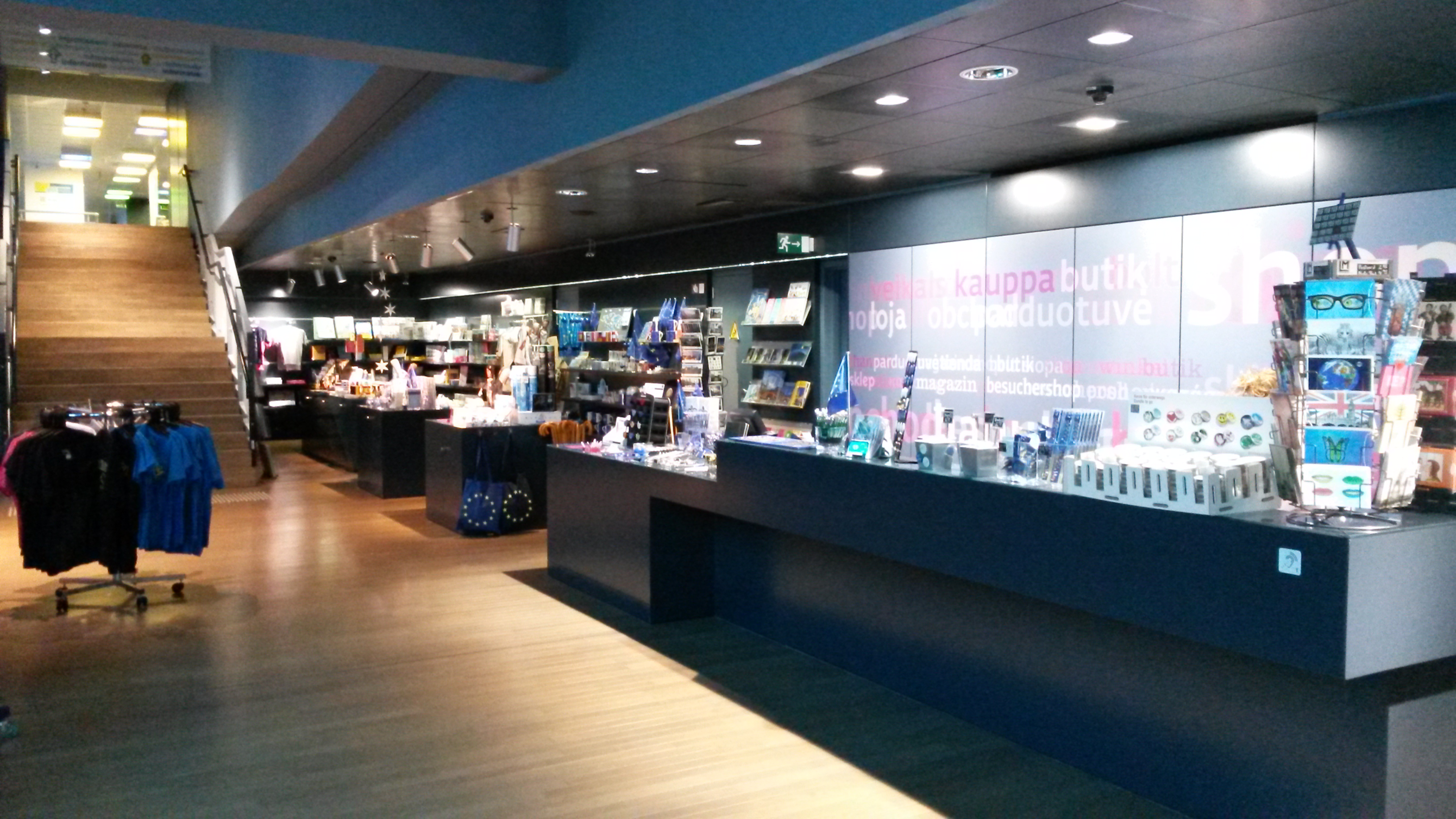
Parlamentarium Shop